# Марс (Ростовская область)
Марс — хутор в Красносулинском районе Ростовской области.
Входит в Гуково-Гнилушевское сельское поселение.

## География
Расположен в черте города Гуково (в 123 километрах к северу от Ростова-на-Дону), в состав которого и входил до недавнего времени. Хутор получил такое название по одной из версий из-за отдалённости от крупных насёленных пунктов.
Хутор находится около города Гуково. В хуторе начальная школа, клуб.

## История
Хутор Марс Гуково — Гнилушевского поселения был основан в 1921 году жителями села Ореховка Луганской области Ф. И. Бочаровым, А. И. Новиковым, И. К. Токаревым и другими, переселившимися сюда на проживание. Обследуя пустыри, переселенцы нашли на месте нынешнего села качественный чернозем, жирную глину и воду. Местами на поверхность земли выходил уголь. Около этого места проходила железная дорога.
После Великой Отечественной войны хутор входил в колхоз «Победа», а позжее стал центральной усадьбой колхоза «Красный партизан».

## Население
| 2010 |
| ---- |
| 603  |

По данным переписи 1926 года по Северо-Кавказскому краю, в населённом пункте числилось 12 хозяйств и 82 жителя (38 мужчин и 44 женщины), из которых украинцы — 82,9 % или 68 чел., русские — 17,1 % или 14 чел.